# Аббон (патрикій)
Аббон (лат. Abbon; бл. 685 — після 739) — патрикій і герцог Провансу в 734—737 і 739 роках.

## Життєпис
Походив з пофранконеної галло-римської знаті Аббонів (Абелоніїв). Син Фелікса, аристократа з королівства Бургундія, що володів низкою маєтків, які майже безперервно простягалися від Марселя до Гренобля. Його мати була онукою Ванделена, мажордома Австразії. Стрийками Аббона були Валхін, єпископ Ембурна, і Симфорін, єпископ Гапа.
Народився близько 685 року. Замолоду призначається ректором (намісником Мор'єнни і Сузи, завдяки чому становище родини Аббона в альпійському регіоні посилилося. В 726 році заснував абатство Новалез у П'ємонті. Активно протистояв амбіціям прованських патрикіїв Меран і Моронта.
У 732 році перейшов на бік Карла Мартела, що рушив на підкорення Бургундії. За це Аббон призначається патрикієм В'єннським, у владі якого опинилися землі між річками Рона і Дюранс та Пеннінськими Альпами. У 733—735 роках внаслідок походів арабів з Аль-Анбалуса багато міст Бургундії було захоплено або сплюндровано. Аббон перетворив Сузи на місто захисту біженців. Водночас допомагав Карлу Мартелу в боротьбі проти арабів та бунтівних феодалів.
736 року був учасником походу на підкорення Провансу. Невдовзі призначається патрикієм Провансу. Втім уже 737 року повстав Моронт, який закликав на допомогу арабів. Міста Юзес, Вів'є, Валанс, В'єнна, Ліон зазнали нападу арабських загонів. 739 року Аббон спільно з Гільдебрандом та за підтримки лангобардів перемагає Моронта.
739 року знову призначається патрикієм Провансу, контролюючи землі від Марселю на півдні до Макону на півночі (тобто майже усю Бургундію). Дата смерті Аббона невідома.